# Skolion
Ein Skolion (griech. σκόλιον zu σκόλιος „krumm, tückisch“) ist ein in der frühen griechischen Antike anlässlich eines Symposions vorgetragenes Lied, das von allen Teilnehmern am Gastmahl als Beitrag zur geistigen Auseinandersetzung erwartet wurde. Dabei wurden ein Myrtenzweig oder die Lyra als Begleitinstrument wie eine Aufforderung zum Vortrag zum nächsten Gast gereicht, meist rechtsherum, manchmal aber auch überraschend kreuz und quer zum besseren Sänger, woraus sich nach Plutarch der Name begründet.
Neben Versen zeitgenössischer oder älterer Dichter, die hier rezitiert wurden, waren Skolien auch oft Stegreifdichtungen in der metrischen Form von Elegie oder Epigramm; bei volkstümlichen Strophen überwogen Zwei- und Vierzeiler. Das Skolion ist im Gegenteil zur heute verbreiteten Ansicht kein Trinklied, da es philosophische oder – seinerzeit aktuelle – politische Themen behandelte, Vaterland, Liebe, Wein, die Anrufung der Götter oder Sprichwörter im einen, Preislieder auf Helden und Tyrannenmörder (Harmodios und Aristogeiton) im anderen Fall. Dabei bedienten sich die Sänger gerne ironischer oder satirischer Formen.
Terpandros gilt als Erfinder des Skolions im 7. Jahrhundert v. Chr.; einige Gesänge von Alkaios, Anakreon und Sappho zählen zu dieser Gattung. Pindar verfasste später chorische Skolien und erweiterte das Genre. Pindar schuf später chorische Skolien als Lobgesänge. Die Überlieferung originaler Skolien, die in antiker Zeit nach Art eines Kommersbuchs gesammelt wurden, umfasst in der Gegenwart dennoch nur wenige Texte, darunter die Fragmente des Timokreon mit dessen Polemik gegen Themistokles und die Sammlung der Attischen Skolien, die Athenaios in den Deipnosophistai gab. Umstritten ist, ob das Textfragment auf der Seikilos-Stele als Skolion angesehen werden darf.
Die Demokratisierung des attischen Staates durch Kleisthenes von Athen im 5. Jahrhundert v. Chr. setzte der aristokratischen Sitte des Skolienvortrags ein Ende. Die deutschsprachige Lyrik zwischen später Renaissance (Georg Rodolf Weckherlin) und Barockzeitalter (Martin Opitz) belebte das Skolion aus Anakreons Vorbild und pseudoanakreontischen Quellen wieder, woraus die deutsche Anakreontik entstand. Weiterhin bildet es einen Ansatzpunkt der französischen Poésie fugitive. August Wilhelm Schlegel befasste sich als erster literaturgeschichtlich mit dem Skolion.